# JR 규슈 스테이션 호텔 고쿠라
JR 규슈 스테이션 호텔 고쿠라(일본어: JR九州ステーションホテル小倉)는 일본 후쿠오카현 기타큐슈시 고쿠라키타구 고쿠라역에 있는 호텔이다. 시설의 일부는 상업시설 아뮤플라자 고쿠라와 공통 세입자로 운영되고 있고, 아뮤플라자 측에서도 직접 갈 수 있다.

## 역사
1973년 개업한 고쿠라 스테이션 호텔(小倉ステーションホテル)이 전신이다. 1993년, 기타큐슈 고속철도 고쿠라 선의 연장에 맞추어 역 건물의 재건축이 진행되어 1998년 4월 27일 스테이션 호텔 고쿠라(ステーションホテル小倉)로 개업했다. JR 규슈 그룹 호텔에 속한다. 개업 당시, JR 규슈 자회사의 고쿠라 터미널 빌딩 주식회사가 운영을 했었다. 2018년 12월 10일 프론트를 7층으로 이전과 함께 호텔 이름을 현재 이름으로 변경했다.
2019년 4월 1일에 고구라 터미널 빌딩의 호텔 운영 부문을 2018년 12월 26일에 설립된 JR 규슈 스테이션 호텔 고쿠라 주식회사에 흡수 분할하여, 이날로써 새롭게 설립되는 JR 규슈 호텔 & 리조트 홀딩스의 자회사가 되었다.